# نونو
نونو (30 مارس 1993 بإل بويرتو دي سانتا ماريا في إسبانيا - ) هو لاعب كرة قدم إسباني في مركز الوسط. شارك مع منتخب إسبانيا تحت 19 سنة لكرة القدم ومنتخب إسبانيا تحت 20 سنة لكرة القدم. أما مع النوادي، فقد لعب مع ريال بيتيس ونادي إلتشي ونادي جامعة مرسية ونادي ساندهاوزن وريال بيتيس بي ونادي ضمك.

## وصلات خارجية
- نونو على موقع قاعدة بيانات كرة القدم.إي يو (الإنجليزية)
- نونو على موقع Soccerbase.com (لاعب) (الإنجليزية)
- نونو على موقع Soccerway.com (الإنجليزية)
- نونو على موقع عالم كرة القدم.نت (الإنجليزية)
- نونو على موقع AS.com (الإسبانية)